# Crellidae
Famille
Les Crellidae forment une famille de spongiaires de l'ordre Poecilosclerida vivant en eau de mer.

## Liste des genres
Selon World Register of Marine Species (22 mai 2016) :
- genre Anisocrella Topsent, 1927
- genre Crella Gray, 1867
- genre Crellastrina Topsent, 1927
- genre Crellomima Rezvoi, 1925
- genre Spirorhabdia Topsent, 1918